# Milk and Toast and Honey
"Milk and Toast and Honey", skriven av Per Gessle, var den tredje singeln från den svenska popduon Roxettes album Room Service från 2001.
Singeln släpptes bara kommersiellt i Europa och Australien. Den presterade inte särskilt bra på listorna, men långvarigt spelande i radio gjorde den populär över hela Europa.[källa behövs]

## Låtlista
1. Milk and Toast and Honey (Single Master)
2. Milk and Toast and Honey (Active Dance Remix)
3. Milk and Toast and Honey (Shooting Star Treatment)
4. Milk and Toast and Honey (Tits & Ass Demo)
5. Real Sugar (Video Clip)

## Listplaceringar
| Lista (2001-2002)   | Position |
| ------------------- | -------- |
| Belgien (Flandern)  | 49       |
| Belgien (Vallonien) | 8        |
| Nederländerna       | 80       |
| Schweiz             | 29       |
| Sverige             | 21       |

### Fotnoter
1. ↑  ”Roxette”. Arkiverad från originalet den 16 oktober 2011. https://web.archive.org/web/20111016201530/http://roxette.se/discography.php?show=release&id=11. Läst 22 maj 2011.
2. ↑  ”Listplacering”. http://www.ultratop.be/nl/showitem.asp?interpret=Roxette&titel=Milk+And+Toast+And+Honey&cat=s. Läst 22 maj 2011.
3. ↑  ”Listplacering”. http://www.ultratop.be/fr/showitem.asp?interpret=Roxette&titel=Milk+And+Toast+And+Honey&cat=s. Läst 22 maj 2011.
4. ↑  ”Listplacering”. http://dutchcharts.nl/showitem.asp?interpret=Roxette&titel=Milk+And+Toast+And+Honey&cat=s. Läst 22 maj 2011.
5. ↑  ”Listplacering”. http://hitparade.ch/showitem.asp?interpret=Roxette&titel=Milk+And+Toast+And+Honey&cat=s. Läst 22 maj 2011.
6. ↑  ”Listplacering”. http://swedishcharts.com/showitem.asp?interpret=Roxette&titel=Milk+And+Toast+And+Honey&cat=s. Läst 22 maj 2011.